# Контурна бутилка на Кока-Кола
Контурната бутилка на Компанията „Кока-Кола“ е контейнер за съхраняване на газирани безалкохолни напитки с марката „Кока-Кола“. Уникалната бутилка е запазена марка на компанията.

## История
Историята на контурната бутилка започва през 1915 година, когато ръководството на компанията отчита необходимостта от отличителна бутилка, която да спре нарастващият брой имитатори.

Дружеството дава проекта на няколко от големите производители на стъкло, които да разработят бутилка, изискванията за която са: 
| „ | Стъклена бутилка, така характерна, че да бъде моментално разпозната като една Кока-Кола.... отличима така, че дори сляп човек да може да я идентифицира | “ |

Предизвикателството е прието от стъклопроизводителите от „Root Glass Company“. Основателя и управител на компанията Дж. Рот възлага проекта на Александър Самюелсън – управител на завода, Рой Хърт – секретар, Т. Клайд Едуардс – инспектор, Ърл Дийн – шеф на отдела за отливки и Уилиам Рот – син на собственика.
В началото Т. Клайд Едуардс започва да проучва дизайн, който да отговаря на съществените изисквания. С тази идея в главата, Едуардс проучва какво има за „Кока“ и „Кола“ в библиотеката. Там той открива рисунка с разрез на какаово зърно, което показва на Ърл Дийн (статията за какаото е на няколко страници, след статията за растението Кока, в Енциклопедия Британика, изданието което е разглеждал през 1913). Едуардс и Дийн, съобщават на Самюелсън със скица на какаовото зърно и тяхната идея за дизайн на бутилката. След тези изследвания, Ърл Дийн развива дизайна на бутилката, който включва изпъкнала средна част с паралелни вертикални канали и заострени краища.
Ограничен брой бутилки, от този първи проект били произведени. В бутилираща техника, използвана по това време, обаче, не могат да работят с бутилка, която има голяма издатина на дъното. В „Root Glass Company“, се трудят цяло лято, за да доизпипат дизайна на бутилката, така че да е използваема от бутилиращите компании.
На специално проведена среща през 1915 година, състояла се в Атланта, Джорджия, САЩ, жури на Кока-Кола, оценява всички участници в конкурса за бутилка на компанията за: оригиналност, недостъпност на проектиране, удобство за работа, производствени разходи, както и потенциалното одобрение на потребителите за външен вид. Бутилката, произведена от „Root Glass Company“, е най-добре приета от журито.
Бутилката е патентована от Александър Самюелсън на 16 ноември 1915 година, като това е една от първите стъклени контейнери патентовани дотогава, единствено заради неговата форма. Патента е на компанията производител до 1937 година, когато след изтичането на патентния срок, Кока-Кола Къмпани го придобива.
През 1960 година „контурната бутилка“ е регистрирана като търговска марка, а не като патент. Кока-Кола прави това, като има предвид, че накрая всички патенти ще си изчерпят, но не и търговската марка, и собствеността е гарантирана безкрайно.
Така „контурната бутилка“, наречена още „теснополата бутилка“ (наричана заради приликата с популярната модна рокля от 1910-1914) става най-разпознаваемият контейнер в историята.